# Петер фон Брадке
Петер фон Брадке (нім. Peter von Bradke, 27 червня 1853, Санкт-Петербург — 7 березня 1897, Гіссен) — німецький мовознавець, фахівець в галузі санскритології. Зібрав дані про ізоглосу кентум-сатем.

## Біографія
Юність провів у Тарту. У 1871—1875 роках студіював у Тартуському університеті класичну філологію та германістику, а також порівняльне мовознавство у Лео Майєра. У 1876—1878 студіював у Рудольфа фон Рота в Тюбінгенському університеті. 1878—1884 роки провів у Єнському університеті, де вивчав санскрит та індологію. Після тривалих хвороб захистив габілітаційну докторську дисертацію в Гіссенському університеті. З 1886 року й до смерті — професор Гіссенського університету. Найбільша праця Брадке — «Über Methode und Ergebnisse der arischen Alterthumswissenschaft» (1890).

## Праці
- Ahura Mazdâ und die Asuras: Ein Beitrag zur Kenntniss altindogermanischer Religionsgeschichte, 1884
- Dyâus Asurâ, Ahura Mazda und die Asuras, 1885
- Beiträge zur altindischen Religions— und Sprachgeschichte, 1886
- Über die arische Alterthumswissenschaft und die Eigenart unseres Sprachstammes: Akademische Antrittsrede am 14. Juli 1888, 1888
- Beiträge zur Kenntniss der vorhistorischen Entwickelung unseres Sprachstammes, 1888
- Über Methode und Ergebnisse der arischen (indogermanischen) Alterthumswissenschaft, 1890